# Neobisium stribogi
Neobisium stribogi är en spindeldjursart som beskrevs av Bozidar P.M. Curcic 1988. Neobisium stribogi ingår i släktet Neobisium och familjen helplåtklokrypare. Inga underarter finns listade i Catalogue of Life.